# François Grard
Pour les articles homonymes, voir Grard.
François Grard est un pilote français de char à voile, de catégorie Classe 3. 

## Palmarès

### Championnats du monde
- Médaille de bronze en 2008, à Rada Tilly,  Argentine
- Médaille d'or en 2006, Le Touquet,  France

### Championnats d'Europe
- Médaille de bronze en en 2007, à Hoylake,  Royaume-Uni
- Médaille d'argent en en 2003, à La Panne,  Belgique